# Gribowski G-5
Die Gribowski G-5 (russisch Грибовский Г-5) war ein Flugzeug des sowjetischen Flugzeugkonstrukteurs Wladislaw Gribowski. Die Maschine sollte als Schulflugzeug eingesetzt werden.

## Entwicklung
Der aus Holz gefertigte freitragende einsitzige Tiefdecker wurde 1928 in Orenburg fertiggestellt und geflogen. Das Fahrwerk war nicht einziehbar. Mit der Maschine wurden mehrere Flugversuche unternommen, die alle erfolgreich waren. Angesichts der Motorleistung zeigte die Maschine sehr gute Flugleistungen. Es wurde wahrscheinlich nur eine Maschine gebaut.

## Technische Daten
| Kenngröße             | Daten                                  |
| --------------------- | -------------------------------------- |
| Antrieb               | ein Blackburn Tomtit mit 13 kW (18 PS) |
| Länge                 | 5,1 m                                  |
| Spannweite            | 9,0 m                                  |
| Flügelfläche          | 9,0 m³                                 |
| Flügelstreckung       | 9,0                                    |
| Leermasse             | 170 kg                                 |
| Startmasse            | 270 kg                                 |
| Höchstgeschwindigkeit | 130 km/h                               |
| Landegeschwindigkeit  | 60 km/h                                |
| Dienstgipfelhöhe      | 4500 m                                 |
| Reichweite            | 350 km                                 |